# Knut Eberding
Knut Eberding (ur. 18 grudnia 1895 w Rzeplinie, zm. 28 czerwca 1978 w Erlangen) – niemiecki dowódca wojskowy z czasów II wojny światowej w stopniu generała majora.

## Życiorys
Służbę w armii rozpoczął 2 sierpnia 1914 roku w pułku fizylierów, od 1916 roku walczył w formacjach jegrów. W październiku 1916 roku powierzono mu dowództwo batalionem. Do końca wojny dowodził różnymi jednostkami do szczebla batalionu. Po zakończeniu wojny służbę w armii pełnił do 31 grudnia 1920 roku. Od marca 1921 do 1922 roku dowodził Freikorpsem na Górnym Śląsku, do armii wrócił 1 sierpnia 1923 roku. Od 1938 roku był dowódcą 2. batalionu w 11. pułku piechoty; od października 1941 roku przeniesiono go na dowódcą 53. pułku piechoty, gdzie służył do stycznia 1943 roku. 1 sierpnia objął dowództwo nad 38 Dywizją Piechoty, a 1 kwietnia 1944 roku nad 357 Dywizją Piechoty. Od 5 lipca był dowódcą w 64 Dywizji Piechoty, którą kierował do listopada. Zwolniony z niewoli 17 sierpnia 1947 roku.

## Odznaczenia
- Krzyż Żelazny II Klasy[1]
- Krzyż Żelazny I Klasy[1]
- Krzyż Honorowy dla Walczących na Froncie[1]
- Odznaka za Walkę Wręcz w Brązie (Nahkampfspange in Bronze)[1]
- Okucie Ponownego Nadania Krzyża Żelaznego II Klasy (10 października 1939)[1]
- Okucie Ponownego Nadania Krzyża Żelaznego I Klasy (25 maja 1940)[1]
- Odznaka Szturmowa Piechoty (12 lutego 1942)[1]
- Złoty Krzyż Niemiecki (14 lutego 1942)[1]
- Ehrenblattspange des Heeres und Waffen-SS (26 stycznia 1943)[1]

## Promocje
- podporucznik (18 sierpnia 1915)
- porucznik (1 kwietnia 1925)
- kapitan (1 października 1932)
- major (1 sierpnia 1938)
- podpułkownik (1 grudnia 1939)
- pułkownik (1 października 1941)
- generał-major (1 września 1943)